# My Baby Just Cares for Me
My Baby Just Cares for Me ist ein Jazzstandard, der als Ragtime-Foxtrott von Walter Donaldson mit einem Text von Gus Kahn für die Verfilmung des Musicals Whoopee! von 1930 geschrieben wurde. Das Werk wurde vielfach gecovert, die kommerziell erfolgreichste Fassung stammt von Nina Simone aus dem Jahr 1959.

## Geschichte
Das Musical Whoopee! war 1928 und 1929 ein Broadway-Erfolg. Die Aufführungen wurden nach dem Börsenkrach von 1929 beendet, als Sam Goldwyn die Rechte an dem Stück erwarb, um aus dem Stoff einen Film zu machen. Obwohl die Handlung im Wesentlichen gleich blieb, wurde die Musik stark verändert. My Baby Just Cares for Me war einer der neuen Songs in der Filmversion.
Wie bereits das Musical wurde My Baby Just Cares for Me von Donaldson und Kahn geschrieben und im Film von Eddie Cantor gesungen, der auch in der Bühnenfassung die Hauptrolle gespielt hatte.
Bereits 1930 erschienen mehrere Versionen des Liedes, zum Beispiel von Ted Weems und Jack Payne. Zu den bekanntesten Interpreten, die im Laufe der Zeit folgten, gehören Nat King Cole (1949), Tony Bennett (1955) und Gene Kelly (1957). Es sollten noch etliche Versionen folgen.

## Version von Nina Simone
1959 veröffentlichte Nina Simone auf ihrem Debütalbum Little Girl Blue ihre Version des Songs. Ihren Höhenflug erlebte die Aufnahme 1987, als sie in Großbritannien in einer Fernsehwerbung für Chanel Nº 5 verwendet wurde. Nina Simones My Baby Just Cares for Me wurde als Single veröffentlicht und belegte als europaweiter Hit Platz 5 in Großbritannien, Platz 2 in den Niederlanden und war in den Top 10 mehrerer weiterer nationaler Charts. In Deutschland erreichte die Single Platz 11 der Hitparade.
My Baby Just Cares for Me von Nina Simone wurde in verschiedenen Filmen verwendet, darunter Peter’s Friends (1992), Kleine Morde unter Freunden (1994) und Gefühl und Verführung (1996).
Ein Knetanimationsvideo zu Nina Simones Version des Songs wurde 1987 von Aardman Animations hergestellt.

### Chartplatzierungen
| ChartsChartplatzierungen     | Höchstplatzierung | Wochen/ Monate |
| ---------------------------- | ----------------- | -------------- |
| Deutschland (GfK)            | 11 (14 Wo.)       | 14 Wo.         |
| Österreich (Ö3)              | 8 (4,5 Mt.)       | 4,5 Mt.        |
| Schweiz (IFPI)               | 5 (8 Wo.)         | 8 Wo.          |
| Vereinigtes Königreich (OCC) | 5 (15 Wo.)        | 15 Wo.         |

### Auszeichnungen für Musikverkäufe
| Land/Region                  | Auszeichnungen für Musikverkäufe (Land/Region, Auszeichnung, Verkäufe) | Verkäufe |
| ---------------------------- | ---------------------------------------------------------------------- | -------- |
| Italien (FIMI)               | Gold                                                                   | 50.000   |
| Spanien (Promusicae)         | Gold                                                                   | 30.000   |
| Vereinigtes Königreich (BPI) | Silber                                                                 | 250.000  |
| Insgesamt                    | 1× Silber · 2× Gold ·                                                  | 330.000  |